# Pimelea
Pimelea is een geslacht uit de peperboompjesfamilie (Thymelaeaceae). De soorten komen voor in de Filipijnen en van de Kleine Soenda-eilanden tot in Papoeazië en Australazië.

## Soorten
- Pimelea acra C.J.Burrows & de Lange
- Pimelea actea C.J.Burrows
- Pimelea aeruginosa F.Muell.
- Pimelea alpina F.Muell. ex Meisn.
- Pimelea altior F.Muell.
- Pimelea amabilis (Domin) A.R.Bean
- Pimelea ammocharis F.Muell.
- Pimelea angustifolia R.Br.
- Pimelea approximans A.R.Bean
- Pimelea aquilonia Rye
- Pimelea argentea R.Br.
- Pimelea aridula Cockayne ex Cheeseman
- Pimelea avonensis Rye
- Pimelea axiflora F.Muell. ex Meisn.
- Pimelea barbata C.J.Burrows
- Pimelea biflora N.A.Wakef.
- Pimelea brachyphylla Benth.
- Pimelea bracteata Threlfall
- Pimelea brevifolia R.Br.
- Pimelea brevistyla Rye
- Pimelea buxifolia Hook.f.
- Pimelea calcicola Rye
- Pimelea carnosa C.J.Burrows
- Pimelea chlorina A.R.Bean
- Pimelea ciliata Rye
- Pimelea ciliolaris (Threlfall) Rye
- Pimelea cinerea R.Br.
- Pimelea clavata Labill.
- Pimelea concinna Allan
- Pimelea concreta F.Muell.
- Pimelea confertiflora A.R.Bean
- Pimelea congesta C.Moore & F.Muell.
- Pimelea cornucopiae Vahl
- Pimelea cracens Rye
- Pimelea cremnophila L.M.Copel. & I.Telford
- Pimelea cruciata Rye & Wege
- Pimelea cryptica C.J.Burrows & Enright
- Pimelea curviflora R.Br.
- Pimelea declivis C.J.Burrows
- Pimelea decora Domin
- Pimelea drummondii (Turcz.) Rye
- Pimelea drupacea Labill.
- Pimelea dura C.J.Burrows
- Pimelea elongata Threlfall
- Pimelea erecta Rye
- Pimelea eremitica C.J.Burrows
- Pimelea eyrei F.Muell.
- Pimelea ferruginea Labill.
- Pimelea filifolia (Rye) C.S.P.Foster & Henwood
- Pimelea filiformis Hook.f.
- Pimelea flava R.Br.
- Pimelea floribunda Meisn.
- Pimelea forrestiana F.Muell.
- Pimelea fugiens A.R.Bean
- Pimelea gigandra A.R.Bean
- Pimelea gilgiana E.Pritz.
- Pimelea glauca R.Br.
- Pimelea gnidia (J.R.Forst. & G.Forst.) Lam.
- Pimelea graniticola Rye
- Pimelea haematostachya F.Muell.
- Pimelea halophila Rye
- Pimelea hewardiana Meisn.
- Pimelea hirsuta Meisn.
- Pimelea hirta C.J.Burrows
- Pimelea hispida R.Br.
- Pimelea holroydii F.Muell.
- Pimelea humilis R.Br.
- Pimelea ignota C.J.Burrows & Courtney
- Pimelea imbricata R.Br.
- Pimelea interioris Rye
- Pimelea lanata R.Br.
- Pimelea latifolia R.Br.
- Pimelea lehmanniana Meisn.
- Pimelea leiophylla A.M.Gray & M.Baker
- Pimelea leptospermoides F.Muell.
- Pimelea leptostachya Benth.
- Pimelea leucantha Diels
- Pimelea ligustrina Labill.
- Pimelea linifolia Sm.
- Pimelea longiflora R.Br.
- Pimelea longifolia Banks & Sol. ex Wikstr.
- Pimelea lyallii Hook.f.
- Pimelea macrostegia (Benth.) J.M.Black
- Pimelea mesoa C.J.Burrows
- Pimelea micrantha F.Muell. ex Meisn.
- Pimelea microcephala R.Br.
- Pimelea microphylla Colenso
- Pimelea milliganii Meisn.
- Pimelea mimosa C.J.Burrows
- Pimelea mollis A.R.Bean
- Pimelea neoanglica Threlfall
- Pimelea neokyrea Rye
- Pimelea nitens C.J.Burrows & Courtney
- Pimelea nivea Labill.
- Pimelea notia C.J.Burrows & Thorsen
- Pimelea octophylla R.Br.
- Pimelea oreophila C.J.Burrows
- Pimelea orthia C.J.Burrows & Thorsen
- Pimelea pagophila Rye
- Pimelea pauciflora R.Br.
- Pimelea pelinos Rye
- Pimelea pendens Rye
- Pimelea penicillaris F.Muell.
- Pimelea petrophila F.Muell.
- Pimelea phylicoides Meisn.
- Pimelea physodes Hook.
- Pimelea plurinervia A.R.Bean
- Pimelea poppelwellii Petrie
- Pimelea preissii Meisn.
- Pimelea prostrata (J.R.Forst. & G.Forst.) Lam.
- Pimelea pseudolyallii Allan
- Pimelea punicea R.Br.
- Pimelea pygmaea F.Muell. & C.Stuart
- Pimelea rara Rye
- Pimelea rosea R.Br.
- Pimelea rupestris A.R.Bean
- Pimelea sanguinea F.Muell.
- Pimelea sericea R.Br.
- Pimelea sericeovillosa Hook.f.
- Pimelea sericostachya F.Muell.
- Pimelea serpyllifolia R.Br.
- Pimelea sessilis Rye
- Pimelea simplex F.Muell.
- Pimelea spectabilis Lindl.
- Pimelea spicata R.Br.
- Pimelea spiculigera F.Muell. ex Benth.
- Pimelea spinescens Rye
- Pimelea sporadica C.J.Burrows
- Pimelea stricta Meisn.
- Pimelea strigosa Gand.
- Pimelea suaveolens Meisn.
- Pimelea subvillifera (Threlfall) Rye
- Pimelea sulphurea Meisn.
- Pimelea suteri Kirk
- Pimelea sylvestris R.Br.
- Pimelea tinctoria Meisn.
- Pimelea tomentosa (J.R.Forst. & G.Forst.) Druce
- Pimelea traversii Hook.f.
- Pimelea treyvaudii F.Muell. ex Ewart & B.Rees
- Pimelea trichostachya Lindl.
- Pimelea umbratica A.Cunn. ex Meisn.
- Pimelea urvilleana A.Rich.
- Pimelea venosa Threlfall
- Pimelea villifera Meisn.
- Pimelea villosa Sol. ex Sm.
- Pimelea williamsonii J.M.Black
- Pimelea xenica C.J.Burrows

## Hybride soorten
- Pimelea × angulata Colenso